# Anax napolitain
Anax parthenope
Espèce
Statut de conservation UICN

 LC  : Préoccupation mineure

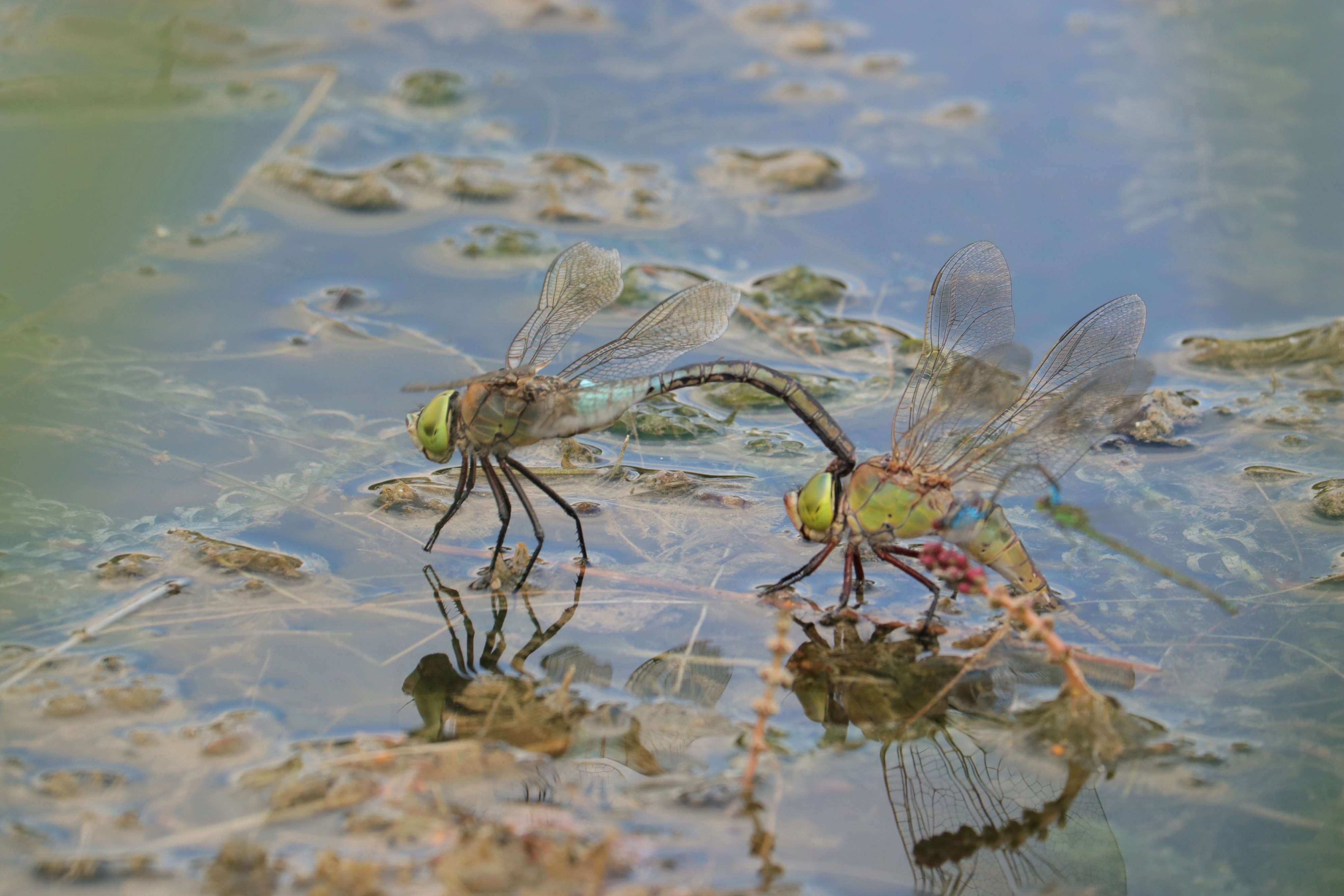
Ponte d'Anax napolitain (Anax parthenope)

L'anax napolitain (Anax parthenope) est une espèce d'insectes odonates du sous-ordre des anisoptères ou libellules au sens strict. Elle fait partie de la famille des Aeshnidae.

## Habitat
Cette espèce fréquente volontiers les eaux calmes et ensoleillées, préférentiellement de vaste superficie. Elle semble demander préférentiellement les eaux envahies d'herbiers aquatiques pour la reproduction et le stade larvaire.

## Description
Les individus matures ont souvent les ailes teintées entre le nodus et le ptérostigma.
De plus, la coloration terne du corps fait ressortir le vert des yeux et le bleu azuré de la selle.

## Répartition
Cette libellule est commune des régions méditerranéennes et s’étend jusqu’au Japon, à la Chine et aux prémices du Sahara.
Son aire de répartition s’est quelque peu étendue dans le nord de l'Europe depuis 1990 du fait du réchauffement climatique.

## Statut
Les populations européennes d’anax napolitain sont en croissance, ce qui semble suffisant pour justifier que l'espèce ne soit qu'une préoccupation mineure.